# Türkmenisztán a 2000. évi nyári olimpiai játékokon
Türkmenisztán az ausztráliai Sydneyben megrendezett 2000. évi nyári olimpiai játékok egyik részt vevő nemzete volt. Az országot az olimpián 6 sportágban 8 sportoló képviselte, akik érmet nem szereztek.

## Asztalitenisz
Női
| Versenyző      | Versenyszám | Csoportkör                                                                              | Csoportkör | 32-es főtábla     | Nyolcaddöntő      | Negyeddöntő       | Elődöntő          | Döntő             | Helyezés |
| Versenyző      | Versenyszám | Ellenfél Eredmény                                                                       | Hely.      | Ellenfél Eredmény | Ellenfél Eredmény | Ellenfél Eredmény | Ellenfél Eredmény | Ellenfél Eredmény | Helyezés |
| -------------- | ----------- | --------------------------------------------------------------------------------------- | ---------- | ----------------- | ----------------- | ----------------- | ----------------- | ----------------- | -------- |
| Aida Steshenko | Egyes       | E csoport · Molnár Zita (HUN) · 8-21, 10-21, 14-21 · Xu Jing (TPE) · 11-21, 9-21, 11-21 | 3.         | kiesett           | kiesett           | kiesett           | kiesett           | kiesett           | 49.      |

## Atlétika
Férfi
| Versenyző     | Versenyszám   | Selejtező             | Selejtező             | Döntő    | Döntő    |
| Versenyző     | Versenyszám   | Eredmény              | Helyezés              | Eredmény | Helyezés |
| ------------- | ------------- | --------------------- | --------------------- | -------- | -------- |
| Chary Mamedov | Diszkoszvetés | érvényes dobás nélkül | érvényes dobás nélkül | kiesett  | kiesett  |

Női
| Versenyző            | Versenyszám | Selejtező | Selejtező | Döntő    | Döntő    |
| Versenyző            | Versenyszám | Eredmény  | Helyezés  | Eredmény | Helyezés |
| -------------------- | ----------- | --------- | --------- | -------- | -------- |
| Viktoriya Brigadnaya | Hármasugrás | 13,96 m   | 13.       | kiesett  | kiesett  |

## Birkózás
Kötöttfogású
| Versenyző     | Versenyszám | Csoportkör                                                                                        | Csoportkör | Negyeddöntő       | Elődöntő          | Bronz- mérkőzés   | Döntő             | Helyezés |
| Versenyző     | Versenyszám | Ellenfél Eredmény                                                                                 | Hely.      | Ellenfél Eredmény | Ellenfél Eredmény | Ellenfél Eredmény | Ellenfél Eredmény | Helyezés |
| ------------- | ----------- | ------------------------------------------------------------------------------------------------- | ---------- | ----------------- | ----------------- | ----------------- | ----------------- | -------- |
| Nepes Gukulov | 58 kg       | 5. csoport · Armen Nazarjan (BUL) · 1-4 · Szaszamoto Makoto (JPN) · 3-5 · Brett Cash (AUS) · 10-0 | 3.         | kiesett           | kiesett           | kiesett           | kiesett           | 10.      |

## Cselgáncs
Női
| Versenyző                | Versenyszám | Selejtező                  | Nyolcaddöntő                     | Negyeddöntő       | Elődöntő          | Vigaszág első kör                      | Vigaszág negyeddöntő                  | Vigaszág elődöntő | Bronz- mérkőzés   | Döntő             | Helyezés |
| Versenyző                | Versenyszám | Ellenfél Eredmény          | Ellenfél Eredmény                | Ellenfél Eredmény | Ellenfél Eredmény | Ellenfél Eredmény                      | Ellenfél Eredmény                     | Ellenfél Eredmény | Ellenfél Eredmény | Ellenfél Eredmény | Helyezés |
| ------------------------ | ----------- | -------------------------- | -------------------------------- | ----------------- | ----------------- | -------------------------------------- | ------------------------------------- | ----------------- | ----------------- | ----------------- | -------- |
| Galina Atayeva           | Légsúly     | erőnyerő                   | Csha Hjonhjang (PRK) · 0001-0011 |                   |                   |                                        | Sarah Nichilo-Rosso (FRA) · 0000-1000 | kiesett           | kiesett           |                   | 13.      |
| Nasiba Salayeva-Surkieva | Harmatsúly  | Tang Lin (CHN) · 0000-1000 |                                  |                   |                   | Rambuugiin Dashdulam (MGL) · 0000-1010 | kiesett                               | kiesett           | kiesett           |                   | 13.      |

## Sportlövészet
Férfi
| Versenyző      | Versenyszám       | Selejtező | Selejtező | Döntő | Döntő    |
| Versenyző      | Versenyszám       | Pont      | Helyezés  | Pont  | Helyezés |
| -------------- | ----------------- | --------- | --------- | ----- | -------- |
| Igor Pirekeyev | Sportpuska, fekvő | 597       | 3.***     | 699,2 | 6.*      |

* - egy másik versenyzővel azonos eredményt ért el

*** - három másik versenyzővel azonos eredményt ért el

## Súlyemelés
Férfi
| Versenyző          | Versenyszám | Szakítás | Szakítás | Lökés                    | Lökés                    | Összesen | Helyezés |
| Versenyző          | Versenyszám | Eredmény | Helyezés | Eredmény                 | Helyezés                 | Összesen | Helyezés |
| ------------------ | ----------- | -------- | -------- | ------------------------ | ------------------------ | -------- | -------- |
| Ümürbek Bazarbaýew | 62 kg       | 125,0    | 12.**    | érvényes kísérlet nélkül | érvényes kísérlet nélkül | kiesett  | kiesett  |

** - két másik versenyzővel azonos eredményt ért el